# Lądowisko Kamień Śląski
Lądowisko Kamień Śląski (kod ICAO: EPKN) – lądowisko wielofunkcyjne w Kamieniu Śląskim, położone w gminie Gogolin, w województwie opolskim, ok. 13 km na północny wschód od Krapkowic. 
Lądowisko powstało w 2013. Figuruje w ewidencji lądowisk Urzędu Lotnictwa Cywilnego pod poz. 162 (nr ewidencyjny 185).
Lądowisko należy do firmy Lotnisko Kamień Śląski Sp. z o.o.

## Położenie
Lądowisko Opole-Kamień Śląski położone jest pomiędzy Opolem, a Strzelcami Opolskimi. W odległości 8 km od lądowiska przebiega autostrada A4 (Drezno–Kraków). Przy lądowisku znajduje się Hotel „Aviator”, dysponujący 36 miejscami noclegowymi .

## Historia
Do czasu zakończenia II wojny światowej znajdowała się tu niemiecka baza lotnicza Luftwaffe Gross Stein. 1 września 1939 stacjonowała tu 102 Grupa Myśliwska (JGR-102) w sile 45. samolotów bojowych Messerschmitt Bf 109. Grupą dowodził kpt. Hannes Gentzen. Stacjonowała tu tylko jeden dzień, przygotowując się do ataku powietrznego na Polskę. W latach 50. XX wieku lotnisko należało do Armii Radzieckiej. W tym czasie rozbudowano je i zmodernizowano. W latach 1970–1990 lotnisko należało do Sił Zbrojnych PRL (stało się lotniskiem zapasowym dla 39. Pułku Lotnictwa Myśliwskiego z Mierzęcic do 1987, a następnie w latach 1989–1999 jako lotnisko zapasowe dla 2. Eskadry Lotnictwa Myśliwskiego. Jednak już w drugiej połowie lat 90. XX wieku Eskadra tam praktycznie nie bazowała. Potem tereny ulegały niszczeniu, a Agencja Mienia Wojskowego sprzedała je obecnemu właścicielowi dopiero w 2003 .

## Dane lądowiska
- Położenie: 50° 31' 45" N, 18° 05' 07" E
- Długość drogi startowej – 1900 m
- Szerokość drogi startowej: – 60 m
- Rodzaj nawierzchni: asfaltobeton
- Elewacja – 208 m / 682 ft (n.p.m.)
- Deklinacja magnetyczna/roczna poprawka: 3.4°E (03/2004) / 7'E
- Utwardzona (asfaltobeton) droga startowa o wymiarach 2300 m x 60 m
- Kierunek magnetyczny drogi startowej: 289°–109°
- Sieć dróg kołowania o szerokości 30, 14 i 12 m
- 3 płyty postojowe dla statków powietrznych
- Nośność nawierzchni lotniskowych – według klasyfikacji PCN 19 F/B/X/T (nawierzchnie asfaltowe) i 22 R/B/X/T (nawierzchnie betonowe)
- Powierzchnia terenu lotniska: 285 ha
- Łączność radiowa: Kamień-Radio 120,305 MHz (Pl/En – tylko w godzinach aktywności TRA 16 lub po oddzielnym uzgodnieniu z Zarządzającym 24 HR, w pozostałym czasie obowiązuje nadawanie w ciemno pozycji sp i intencji)
- Przestrzeń powietrzna – rejon lotniska – TRA16 (zamiast ATZ) – godziny aktywności – jak opublikowano w AUP.

Źródło:  

## Niezrealizowane plany rozbudowy portu
12 maja 2008 ogłoszono w prasie wykupienie terenu lotniska wraz z pomocniczymi zabudowaniami (w tym Hotel Aviator) za 24 mln zł od prywatnego właściciela przez samorządy lokalne, w tym głównie urząd marszałkowski województwa opolskiego. Nowo powołana spółka zarządzająca przyszłym portem lotniczym dla Opola (loty zapowiadano od 2009) i okolic miała być docelowo sfinansowana następująco (kwoty w złotych):
- 26 mln w formie dotacji od Unii Europejskiej
- 10 mln od Państwowego Przedsiębiorstwa „Porty Lotnicze” (PPL-u), (zarządcy technicznego)
- 10 mln od miasta Opole
- 3 mln od gminy Kędzierzyn-Koźle
- 1 mln od pozostałych gmin lokalnych
- pozostałe koszty w formie kredytów od urzędu marszałkowskiego województwa śląskiego (nie wiadomo ile; koszt przystosowania lotniska do ruchu rejsowego wstępnie jest szacowany na ok. 90 mln.

Źródło: 
Obecnie nie przewiduje się przygotowania portu do regularnych połączeń lotniczych.